# 朱徵鉅
褒城宣惠王朱徵鉅（1442年—1499年4月24日），明朝褒城昭裕王朱範堮的嫡长子，母亲是王妃孙氏。明朝第二代褒城王。

## 生平
正统十一年（1446年）五月赐名。景泰二年（1451年）受封褒城长子。
景泰三年（1452年）十月，朱範堮奏朱徵鉅已成年却按例没有祿米，请求将自己的四百石折色祿米中的一二百石改賜本色米以資養贍，获准。
成化二年（1466年），朱範堮去世。成化四年（1468年）十月，明宪宗遣廣平侯袁瑄、駙馬都尉周璟、慶雲伯周壽為正使，尚寶司司丞薛胤、禮科給事中張賓、吏科給事中李和為副使，持節冊封朱徵鉅為褒城王，夫人田氏為褒城王妃。
成化五年（1469年）十月，朱徵鉅奏原定祿米一千石本色折色各半，食用不足，宪宗命从折鈔內改给本色米五十石。
成化六年（1470年）二月，朱徵鉅奏府中校尉有缺，按例需要详细上奏请求补充，辗转迁延，导致连年缺乏，请求按四叔公樂平王朱沖烌奏准事例，将营中的兵丁补充为校尉。宪宗准奏，称如果没有兵丁，就从所司选补。兵部覆奏认为这样妥当，准许推行天下，告知褒城王府，年底仍令各布政司上报类似情况，永為定制。
弘治十二年（1499年）三月，朱徵鉅去世。朝廷得知其死訊，輟朝一日，按制度賜祭葬，諡宣惠。
弘治十四年（1501年）十二月，朱徵鉅庶长子朱偕沺受册袭封褒城王。

## 评价
- 《弇山堂别集》卷072：誠意見外，柔質慈民。

## 家庭

### 妻妾
- 王妃田氏
- 周氏，生朱偕沺[10]

### 子孫
- 庶長子：褒城安僖王朱偕沺
- 第二子：鎮國將軍朱偕洀，成化十年（1474年）五月賜名[11]，正德五年（1510年）三月已故，韓昭王朱旭櫏為其夫人周氏及子女請得養贍米五十石[12]
- 第三子：朱偕涆，成化十五年（1479年）三月賜名[13]
- 第五子：朱偕𣽟，成化十九年（1483年）十一月賜名[14]
- 子：鎮國將軍朱偕灝，弘治元年（1488年）三月賜名[15]，弘治八年（1495年）二月按制度賜誥命冠服[16]
- 子：朱偕滿，弘治二年（1489年）五月賜名
- 子：朱偕漂，弘治二年（1489年）五月賜名[17]